# Chi Ruồi giấm
Chi ruồi giấm có tên khoa học là Drosophila (phát âm IPA: /drəˈsɒfɪlə/ hoặc: /drō-ˈsä-fə-lə/, tiếng Việt: đrô-zô-phi-la) là một chi ruồi thuộc họ Ruồi giấm (Drosophilidae),  gồm nhiều loài còn có tên chung là "ruồi giấm nhỏ" hoặc "ruồi quả" hay "ruồi rượu", hiện đã biết khoảng 1500 loài.
Nhiều loài thuộc chi này có tập tính tìm và bậu lên các loại quả chín, chín nẫu thường là chuối, chanh, cam v.v hoặc nơi có giấm hay rượu vang. Tập tính này khác hẳn với họ ruồi Tephritidae, cũng được gọi là "ruồi giấm thật", nhưng thức ăn chủ yếu là quả chưa chín, có thể gây hại cho nông sản.
Loài "nổi tiếng" nhất trong chi này là Drosophila melanogaster (ruồi giấm thường) là một sinh vật mô hình đã được sử dụng rất nhiều trong nghiên cứu về di truyền học và sinh học phát triển. Bởi thế, trong các văn bản hoặc tài liệu sinh học hiện đại, thì thuật ngữ này (Drosophila) thường được sử dụng theo nghĩa hẹp là Drosophila melanogaster.

## Từ nguyên
Thuật ngữ "Drosophila" được xem là một từ chuyển thể khoa học từ tiếng Latinh hiện đại của các từ Hy Lạp cổ: "δρόσ ς" và "phílos" với hậu tố chỉ giống cái "-a".

## Hình thái
Các cá thể thuộc chi ruồi giấm thường có kích thước nhỏ, mỗi cá thể dài khoảng 2mm, màu thường gặp thay đổi tuỳ loài, nhưng thường là vàng, nâu hoặc đen, với đôi mắt đỏ sẫm. Tuy nhiên cũng có loài dài tới 4mm hoặc đôi khi lớn hơn một con ruồi nhà (Musca dometica).

Nói chung, ở mỗi loài thuộc chi này, thì cá thể đực thường nhỏ hơn cá thể cái. Trong quá trình phát sinh giao tử, thì giới cái thường có tái tổ hợp dẫn đến hoán vị gen, còn giới đực thì không hoặc ít có.

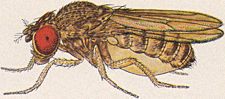
Cá thể cái loài D. mojavensis.
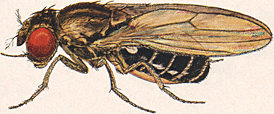
Cá thể đực loài D. virilis.
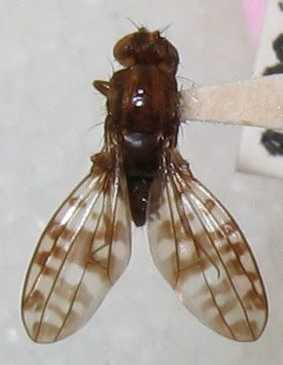
Drosophila setosimentum
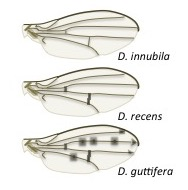
Hình thái cánh của một số loài Drosophila.

## Sinh thái

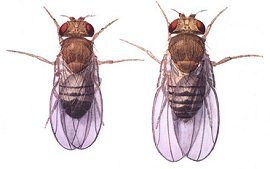
Cá thể đực (trái) và cái (phải) ở loài Drosophila melanogaster.

- Các loài trong chi Drosophila được tìm thấy trên khắp thế giới, kể cả ở các sa mạc, rừng mưa nhiệt đới, thành phố, đầm lầy và vùng núi cao, nhưng  nhiều loài nhất là ở vùng nhiệt đới. Ở quần đảo Hawaii có tới hơn 800 loài.[6]
- Hầu hết các loài trong chi này kiếm ăn và sinh sản trên các bộ phận thực vật (vỏ cây, hoa, nhất là quả) hay cả nấm đã chín hay đang phân hủy. Rất nhiều loài trong chi bị hấp dẫn bởi "mồi" là nấm lên men hoặc chuối chín (do đó nhiều phòng thí nghiệm đã nuôi ruồi giấm bằng chuối). Một số ấu trùng (như ở D. suzukii) ăn cả quả tươi nên có thể gây hại.[7] Một số ít loài chuyển sang phương thức kí sinh hoặc thậm chí săn mồi (predator).
- Các cá thể đực của nhiều loài của chi này có tập tính tụ tập trên nguồn thức ăn để tìm và cạnh tranh đối tượng sinh sản, biểu hiện các động tác tán tỉnh đặc trưng cho mỗi loài.
- Một số loài Drosophila như D. melanogaster, D. immigrans và D. simulans liên quan chặt chẽ với con người đến nỗi được coi là động vật đô thị và thường được gọi là "ruồi giấm nhà" (domestic Drosophila). Chúng và một số loài khác (như D. subobscura) được con người tình cờ phát tán khắp nơi trên khắp thế giới qua các hoạt động xuất, nhập khẩu trái cây. Một số loài phía bắc ngủ đông.

## Sinh sản

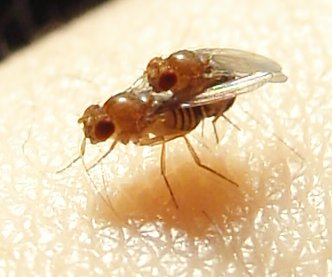
Cặp giao phối Drosophila melanogaster (cá thể đực ở trên).

Tất cả các loài Drosophila đều là loài đơn tính: cá thể đực và cá thể cái riêng biệt; kích thước thường cá thể cái thường nhỉnh hơn. Chúng đều sinh sản theo phương thức hữu tính, giao phối, cá thể cái sinh con theo phương thức noãn thai sinh (ovoviviparous), do đó khi con cái đẻ "trứng", thì "trứng" này là phôi đã phát triển đầy đủ (xem video dưới đây).
Tuy cá thể đực thuộc chi này thường ngắn hơn cá thể cái, nhưng tế bào tinh trùng lại dài gấp bội, thậm chí là tinh trùng dài nhất trong số các động vật đã biết. Chảng hạn ở Drosophila bifurca, tế bào tinh trùng dài tới 58 mm (tức 2,3 in); tinh trùng ở D. melanogaster có vẻ "khiêm tốn" hơn thì cũng dài 1,8 m (gấp khoảng 35 lần chiều dài tinh trùng người).

Sự giao phối chỉ diễn ra sau khi cá thể đực và cá thể cái trong cặp giao phối đã trải qua "điệu múa ruồi giấm" của loài. Chẳng hạn: ở Drosophila simulans thì trước tiên "chàng" phải có hành vi tán tỉnh phù hợp và hấp dẫn "nàng". Tiếp theo là các tín hiệu phêromôn, "chàng" theo sau, cọ chân tạo ra âm thanh, rung cánh v.v. cho đến khi được chấp nhận cho giao phối.
Tuy nhiên, 1500 loài ruồi giấm ở chi này rất khác nhau về nhiều đặc điểm sinh sản của chúng. Chẳng hạn như D. melanogaster thường đẻ khoảng 10 đến 20 "trứng" một lúc, thường cùng trên một địa điểm là nguồn thức ăn của loài. Nhưng có loài khác lại chỉ đẻ 1 "trứng" mỗi lần, trên mặt nền không phải thức ăn nhưng rộng rãi hơn (như lá cây). Ấu trùng ăn không phải trên chính bộ phận thực vật mẹ đã đẻ, mà thường là trên các sản phẩm đang lên men ở trên hoặc gần mặt nền sinh sản.
Hầu hết các loài Drosophila có quá trình phát triển cá thể theo phương thức biến thái hoàn toàn. Thời gian phát triển rất khác nhau giữa các loài : có loài chỉ 7 ngày đã hoàn thành biến thái, nhưng có loài cần đến hơn 60 ngày. Tuổi thọ trung bình của nhiều loài là khoảng 35 đến 45 ngày.